# John William Ashe

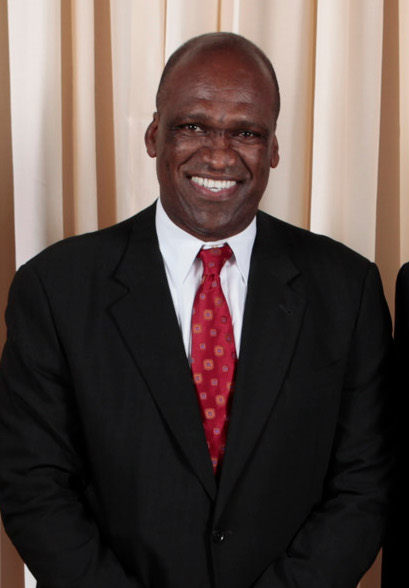
John William Ashe (2009)

John William Ashe (* 20. August 1954 in Saint John’s (Antigua und Barbuda); † 22. Juni 2016 in Dobbs Ferry, New York) war Präsident der Generalversammlung der Vereinten Nationen während deren 68. Sitzungsperiode. Ferner war er Botschafter seines Landes Antigua und Barbuda bei den Vereinten Nationen.

## Leben
Ashe studierte an der University of Pennsylvania, der Saint Mary’s University Halifax und der heutigen Dalhousie University, ebenfalls in Halifax.
Seit 1989 arbeitete Ashe in verschiedenen Funktionen bei den Vereinten Nationen. Höhepunkt seiner Karriere war seine Wahl zum Präsidenten der Generalversammlung der Vereinten Nationen am 14. Juni 2013, die, anders als bei seinem Vorgänger Vuk Jeremić, ohne Kampfabstimmung erfolgte. Er war verheiratet und Vater von zwei Kindern.

## Korruptionsvorwürfe
Am 6. Oktober 2015 wurde bekannt, dass John Ashe von US-amerikanischen Strafverfolgungsbehörden vorgeworfen wird, Bestechungsgelder angenommen zu haben. Er soll von chinesischen Geschäftsleuten, unter anderem Ng Lap Seng, Gelder und Sachleistungen angenommen haben, um ein UN-Konferenzzentrum in der chinesischen Sonderverwaltungszone Macau und chinesische Wirtschaftsinteressen in seinem Heimatland zu fördern. Er wurde wegen der Korruptionsvorwürfe festgenommen.